# Bill Zuckert
William „Bill“ Zuckert (* 18. Dezember 1915 in New York City; † 23. Januar 1997 in Los Angeles, Kalifornien) war ein US-amerikanischer Schauspieler.

## Leben
Zuckert wurde in Brooklyn geboren. Er begann seine Karriere 1941 beim Radio, wo er über zwanzig Jahre lang als Sprecher tätig war. Besonders bekannt wurde Zuckert durch das Radioprogramm Crime and Peter Chambers (1954), in welchem er dem Charakter Lieutenant Louis Parker seine Stimme lieh. Während des Krieges diente er in der US Navy als Mitglied der Seabees.
Eine erste kleine Rolle in einer Filmproduktion hatte Zuckert 1947 in dem Krimi Der Todeskuß. Seitdem  war er in einer Vielzahl von Filmen und Fernsehserien zu sehen gewesen, in denen er zumeist in diversen Nebenrollen besetzt wurde oder Gastauftritte absolvierte. Besonders häufig spielte er in Filmen und Serien, welche dem Western-Genre zuzuordnen waren. Sein Schaffen umfasst in einem Zeitraum von rund 50 Jahren über 200 verschiedene Produktionen.
Zuckert war über 30 Jahre lang mit der Schauspielerin Gladys Holland verheiratet, mit der er eine Tochter hatte. Zwei weitere Kinder entstammten einer früheren Ehe. Er starb 1997 an den Folgen einer schweren Lungenentzündung in den Woodland Hills.

## Filmografie (Auswahl)
| - 1947: Der Todeskuß (Kiss of Death) - 1956: The Honeymooners (Fernsehserie, 1 Folge) - 1958: Gnadenlose Stadt (Naked City, Fernsehserie, 1 Folge) - 1959: Wenig Chancen für morgen (Odds Against Tomorrow) - 1961: Hawaiian Eye (Fernsehserie, 1 Folge) - 1961: Junggeselle im Paradies (Bachelor in Paradise) - 1961: Lawman (Fernsehserie, 1 Folge) - 1961–1972: Bonanza (Fernsehserie, 5 Folgen) - 1962: Kid Galahad – Harte Fäuste, heiße Liebe (Kid Galahad) - 1962–1963: Die Unbestechlichen (The Untouchables; Fernsehserie, 2 Folgen) - 1962–1965: Perry Mason (Fernsehserie, 4 Folgen) - 1962–1967: Meine drei Söhne (My Three Sons, Fernsehserie, 9 Folgen) - 1962–1970: Die Leute von der Shiloh Ranch (The Virginian, Fernsehserie, 5 Folgen) - 1962–1971: Rauchende Colts (Gunsmoke, Fernsehserie, 5 Folgen) - 1963: The Dakotas (Fernsehserie, 1 Folge) - 1963: Schock-Korridor (Shock Corridor) - 1963: Temple Houston (Fernsehserie, 1 Folge) - 1963: Alfred Hitchcock präsentiert (Alfred Hitchcock Presents, Fernsehserie, 1 Folge) - 1963: 77 Sunset Strip (Fernsehserie, 3 Folgen) - 1963–1966: Auf der Flucht (The Fugitive; Fernsehserie, 5 Folgen) - 1964: Mein Onkel vom Mars (My Favorite Martian, Fernsehserie, 1 Folge) - 1964: Die blaue Eskadron (A Distant Trumpet) - 1964: Sieben gegen Chicago (Robin and the 7 Hoods) - 1964: Lassie (Fernsehserie, 2 Folgen) - 1965: Mini-Max (Fernsehserie, 1 Folge) - 1965: Peyton Place (Fernsehserie, 1 Folge) - 1965: Cincinnati Kid (The Cincinnati Kid) - 1965–1972: FBI (The F.B.I., Fernsehserie, 6 Folgen) - 1966–1969: Verrückter wilder Westen (The Wild Wild West, Fernsehserie, 2 Folgen) - 1967: Invasion von der Wega (The Invaders; Fernsehserie, 1 Folge) - 1967: Der Marshall von Cimarron (Cimarron Strip; Fernsehserie, 1 Folge) - 1967–1968: Lieber Onkel Bill (Family Affair, Fernsehserie, 2 Folgen) - 1968: Green Acres (Fernsehserie, 1 Folge) - 1968: Batman (Fernsehserie, 1 Folge) - 1968: Hängt ihn höher (Hang ’Em High) - 1968: Raumschiff Enterprise (Star Trek, Fernsehserie, 1 Folge) - 1968–1970: Here Come the Brides (Fernsehserie, 4 Folgen) - 1969: Die den Hals riskieren (The Gypsy Moths) - 1969: Bill Crosby (Fernsehserie, 1 Folge) - 1969: Lancer (Fernsehserie, 1 Folge) - 1969: Hawaii Fünf-Null (Hawaii Five-O, Fernsehserie, 3 Folgen) - 1970: The Name of the Game (Fernsehserie, 1 Folge) - 1970: Tora! Tora! Tora! - 1970: The Bold Ones: The Senator (Fernsehserie, 1 Folge) - 1970: Verliebt in eine Hexe (Fernsehserie, 1 Folge) - 1970–1985: Zeit der Sehnsucht (Days of Our Lives, Fernsehserie, 7 Folgen) - 1972–1973: Die Partridge Familie (The Partridge Family, Fernsehserie, 2 Folgen) | - 1972–1974: Owen Marshall – Strafverteidiger (Owen Marshall: Counselor at Law, Fernsehserie, 2 Folgen) - 1973: The Bold Ones: The New Doctors (Doctors, Fernsehserie, 1 Folge) - 1973: Hec Ramsey (Fernsehserie, 1 Folge) - 1973: Der Magier (The Magician, Fernsehserie, 1 Folge) - 1973–1975: Cannon (Fernsehserie, 3 Folgen) - 1973–1976: Maude (Fernsehserie, 1 Folge) - 1974: Der wilde wilde Westen (Blazing Saddles) - 1974: Die Straßen von San Francisco (The Streets of San Francisco, Fernsehserie, 1 Folge) - 1974: Rhoda (Fernsehserie, 1 Folge) - 1974: Unsere kleine Farm (Little House on the Prairie, Fernsehserie, 1 Folge) - 1974: Mannix (Fernsehserie, 1 Folge) - 1974–1975: Die Rookies (The Rookies, Fernsehserie, 2 Folgen) - 1974–1980: Barnaby Jones (Fernsehserie, 3 Folgen) - 1974–1990: Columbo (Fernsehserie, 3 Folgen) - 1975: Der Retorten-Goliath (The Strongest Man in the World) - 1975: Detektiv Rockford – Anruf genügt (The Rockford Files, Fernsehserie, 1 Folge) - 1975–1978: Notruf California (Emergency!, Fernsehserie, 4 Folgen) - 1976: Eine Frau sieht rot (Lipstick) - 1976: Eine amerikanische Familie (Family, Fernsehserie, 1 Folge) - 1977: Washington: Hinter verschlossenen Türen (Washington: Behind Closed Doors, Mini-Serie, Teil 3) - 1977: Der Mann aus Atlantis (Man from Atlantis, Fernsehserie, 1 Folge) - 1977: CHiPs (Fernsehserie, 1 Folge) - 1978: Die Zwei mit dem Dreh (Switch, Fernsehserie, 1 Folge) - 1978: Lou Grant (Fernsehserie, 1 Folge) - 1978: F.I.S.T. – Ein Mann geht seinen Weg (F.I.S.T.) - 1978: Die Zeitmaschine (The Time Machine, Fernsehfilm) - 1978–1979: Drei Engel für Charlie (Charlie’s Angels, Fernsehserie, 2 Folgen) - 1979: Quincy (Quincy, M. E., Fernsehserie, 1 Folge) - 1980: Geheimsache Hangar 18 (Hangar 18) - 1980: Fast wie in alten Zeiten (Seems Like Old Times) - 1983: Dallas (Fernsehserie, 1 Folge) - 1983: Simon & Simon (Fernsehserie, 1 Folge) - 1984: One Day at a Time (Fernsehserie, 1 Folge) - 1986: Die Colbys – Das Imperium (Dynasty II – The Colbys, The Colbys, Fernsehserie, 1 Folge) - 1987: Chefarzt Dr. Westphall (St. Elsewhere, Fernsehserie, 1 Folge) - 1987: Sledge Hammer! (Fernsehserie, 1 Folge) - 1991: Critters 3 – Die Kuschelkiller kommen (Critters 3) - 1991: In der Hitze der Nacht (In the Heat of the Night, Fernsehserie, 2 Folgen) - 1992: On the Air – Voll auf Sendung (On the Air, Fernsehserie, 1 Folge) - 1993: Delta (Fernsehserie, 1 Folge) - 1994: Ace Ventura – Ein tierischer Detektiv (Ace Ventura: Pet Detective) - 1994: Die nackte Kanone 33⅓ (Naked Gun 33⅓: The Final Insult) - 1994: Walker, Texas Ranger (Fernsehserie, 1 Folge) - 1995: Picket Fences – Tatort Gartenzaun (Picket Fences, Fernsehserie, 1 Folge) - 1996: Diagnose: Mord (Diagnosis Murder, Fernsehserie, 1 Folge) |